# RCS Sport
RCS Sport är ett sport- och mediaföretag som tillhör RCS Media Group och som arrangerar sportevenemang, bland annat stora cykellopp, som Giro d'Italia, men även maratonlopp och andra mass-/motionslopp i löpning och på cykel.
RCS står för Rizzoli-Corriere della Sera, ett företag som bildades då den milanesiske bokförläggaren, tidningsutgivaren och bokhandlaren Angelo Rizzoli 1974 förvärvade Editoriale Corriere della Sera S.a.s och när detta företag i sin tur förvärvade N.E.S. S.p.A. (Nuove Edizioni Sportive) 1977, som gav ut den dagliga sporttidningen Gazzetta dello Sport, blev det Italiens största förlag. Gazzetta dello Sport (grundad 1896) arrangerade många av Italiens största cykellopp (Giro d'Italia sedan 1909) och 1989 skapades RCS Sport (fristående från tidningen) för att handha dessa tävlingsarrangemang. RCS Sport är världens näst största arrangör av landsvägslopp i cykel efter Amaury Sport Organisation (som, bland annat, arrangerar Tour de France och Vuelta a España).
I samarbete med Dubai Sports Council grundades 2013 RCS Sport and Events DMCC som har huvudkontor i Dubai och som arrangerar tävlingar i Förenade Arabemiraten.
Därtill är RCS Sport rådgivare åt basketlaget Olimpia Milano och har organiserat tävlingar i rugby, volleyboll, banhoppning (EM 2023) och golf.
RCS Sports huvudkontor ligger i Milano.

## Arrangemang
|  | \| \| UCI World Tour - Giro d'Italia - Tirreno-Adriatico - Giro di Lombardia - Milano–Sanremo - Strade Bianche - UAE Tour UCI ProSeries - Milano–Torino - Gran Piemonte \| \| UCI Europe Tour - Giro d'Abruzzo - Giro Next Gen (U23) UCI Women's World Tour - UAE Tour Women - Strade Bianche Women Elite - Giro d'Italia Women Tidigare lopp - Giro di Sicilia - Trofeo Pantalica - Giro dell'Etna/Giro di Siracusa - Dubai Tour - Abu Dhabi Tour \| |  | - Gran Fondo Strade Bianche - Gran Fondo Il Lombardia Felice Gimondi - Giro d’Italia Ride like a Pro - E-Giro |  | - Milano Marathon - Rome Half Marathon - RomaOstia Half Marathon - ADNOC Abu Dhabi Marathon |
|  | UCI World Tour - Giro d'Italia - Tirreno-Adriatico - Giro di Lombardia - Milano–Sanremo - Strade Bianche - UAE Tour UCI ProSeries - Milano–Torino - Gran Piemonte |  | UCI Europe Tour - Giro d'Abruzzo - Giro Next Gen (U23) UCI Women's World Tour - UAE Tour Women - Strade Bianche Women Elite - Giro d'Italia Women Tidigare lopp - Giro di Sicilia - Trofeo Pantalica - Giro dell'Etna/Giro di Siracusa - Dubai Tour - Abu Dhabi Tour |  |                                                                                             |

## Anmärkning
RCS Sport (och före dem Gazzetta dello Sport) arrangerade lopp som "det passade". Flyttade man ett lopp i kalendern från ett ställe till ett annat bytte man bara namn. Detta gör att namnen på många tävlingar bara talar om var de gick, men de har ingen egen "kontinuitet" eller identitet som specifika lopp. Loppet gick där det lönade sig bäst. Speciellt gäller detta Giro di Sicilia och Giro d'Abruzzo som ersatt varandra lite hit och dit i kalendern (om de hållts alls): till och med 1960 Sicilia, 1961–1972 Abruzzo, 1977 Sicilia, 1979–2007 Abruzzo, 2019–2023 Sicilia, 2024–2025 Abruzzo. Se även Giro dell'Etna.